# Peter Barth (Dichter)
Peter Barth (auch Petrus Barth, * 2. Juni 1898 in Máslak (deutsch Blumenthal), heute Königreich Ungarn, Österreich-Ungarn; †  1. März 1984 in Timișoara, Sozialistische Republik Rumänien) war ein rumänischer deutschsprachiger Dichter und Apotheker.

## Leben
Barths Vater war der sechste Spross einer aus dem Elsass eingewanderten Bauernfamilie; seine Mutter Margarete, geb. Mannherz, entstammte einer aus Riegel am Kaiserstuhl eingewanderten Handwerkerfamilie. Im Alter von drei Jahren  verlor er den Vater. Mit 11 Jahren kam er als Zögling in ein Kloster von Bettelmönchen, wo er Philosophie und Theologie studierte und sich zum Ziel setzte, Priester zu werden. Während der Zeit der Föderativen Ungarischen Sozialistischen Räterepublik 1919 trat er aus dem Kloster aus, kehrte in seinen Heimatort zurück und arbeitete als Apotheker. Sein Diplom erhielt er in Cluj. Im Jahre 1919 gründete er in Bukarest einen deutschen Jugendverein. 1920 trat er in das rumänische Militär ein und besuchte die Offiziersschule in Bukarest. Für drei Jahre war er Assistent an der Hochschule Cluj, wo er mehrere fachwissenschaftliche Arbeiten veröffentlichte, so in der Biochemischen Zeitschrift, Berlin und als Mitarbeiter am Buch Geschichte der Pharmazien in Siebenbürgen und dem Banat von Gyula Órient (auch Iuliu Orient).
Ab 1930 war er in Oțelu Roșu als Apotheker tätig, wo auch sein dichterisches Schaffen begann. Sein erster Gedichtband Flammengarben erschien 1933 in Timișoara. Durch seine in den Banater Monatsheften erschienenen lyrischen Beiträge wurde der Literaturwissenschaftler Heinz Kindermann auf Barth aufmerksam und nahm ihn in seinen Sammelband auslandsdeutscher Lyrik Rufe über Grenzen, Berlin 1938, auf und stellte ihn als verheißungsvolle lyrische Begabung vor. Der siebenbürgische Schriftsteller Harald Krasser (1906–1981) bestätigte dieses Urteil in der Vorrede zu seiner Anthologie rumäniendeutscher Dichtung Herz der Heimat: „Wenn heute schon etwas den Glauben an eine aufbrechende Dichtung im Banater Schwabentum rechtfertigt, so ist es die außerordentliche Erscheinung Peter Barths.“ Barths Gedichte wurden auch in Hans Diplichs Banater Blättern veröffentlicht. Heinz Kindermann schrieb das Vorwort zu Barths Gedichtband: „Die Erde lebt“, der 1939 im Luser-Verlag Wien und Leipzig erschienen ist. Barth verstarb 1984 in Timișoara.
1929 hatte Barth Kornelia Resch geheiratet; ihre Ehe blieb kinderlos. Das Paar adoptierte einen Sohn, Klaus.

## Veröffentlichungen
- Flammengarben: Gedichte. J. Keller Verlag, 1933, S. 227.
- Die Erde lebt! Reihe Süd-Ost, Folge 2, Nr. 8, Luser Verlag, 1939, S. 74.
- Purpurnes Schattenspiel: Gedichte. Kriterion-Verlag, Bukarest, 1971, S. 118.
- Ich suche den Sommerpfad.
- Flockenwirbel.
- Schollenfirst.
- Unterm Himmel der Heimat. Books on Demand, 2011, ISBN 3-8448-0112-X, S. 106